# Distrito de Waveney
Waveney era un distrito no metropolitano de Suffolk (Inglaterra). El 1 de enero de 2019 se fusionó con el distrito costero de Suffolk para formar el nuevo distrito de East Suffolk.